# Mariano Julio Izco
Mariano Julio Izco est un footballeur argentin, né le 13 mars 1983 à Buenos Aires. Il évolue au poste de milieu de terrain au Calcio Catane.

## Biographie
Mariano Julio Izco fait ses débuts en 3e division argentine, au Club Atlético San Telmo, club de Buenos Aires. Il y débute lors de la saison 2001-02, lors de la 4e journée, contre le Club Deportivo Morón. En trois saisons au Club Atlético San Telmo, il joue 93 matchs et marque 4 buts. 
Lors de la saison 2003-04, il est prêté au Club Almagro, promu en Primera Division, la 1re division argentine. Il ne joue pas lors du Torneo Apertura 2004, mais joue 4 matchs du Torneo Clausura 2005, ne pouvant éviter la relégation du club, 19e avec seulement 16 points en 19 matchs.
Il est à nouveau prêté lors de la saison 2005-06, au Club Atlético Tigre, fraîchement promu en Primera B Nacional, la 2e division argentine. Il va très vite se faire une place en milieu de terrain et dispute entre Apertura (8e) et Clausura (6e) 25 matchs pour un but. Le club fait une excellente saison pour une équipe promue.
En août 2006, Mariano Julio Izco rejoint l'Italie et signe pour moins de 100 000 dollars chez les promus de Calcio Catane. Lors de son premier match, contre le Parme FC, il délivre une passe décisive à son coéquipier Fabio Caserta. Le milieu argentin ne joue que 19 matchs sans marquer et le club termine 13e et se sauve pour son retour en Serie A. La saison suivante est plus réussie, sans être un titulaire indiscutable, il participe néanmoins à 32 matchs sans inscrire de but et l'équipe termine aux portes de la relégation à la 17e place. Il inscrit son premier but sous le maillot bleu et rouge en Coupe d'Italie, en quart de finale aller contre l'Udinese. L'équipe sicilienne atteint les demi-finales de la compétition (défaite 1-1, 0-1, contre l'AS Rome).
Ce n'est qu'avec l'arrivée de Walter Zenga à la tête de l'équipe que Izco va véritablement trouver une place de titulaire. Il est souvent utilisé comme milieu latéral mais Zenga le fait parfois jouer par nécessité comme arrière droit. Il joue 27 matchs mais le plus souvent en tant que titulaire. Le club, 15e, se maintient pour la 3e année consécutive. Il s'impose définitivement lors de la saison 2009-10, sa quatrième à Calcio Catane, où il est titulaire sur le côté droit, apportant sa vitesse et sa technique de passe. Il marque son premier but en Serie A contre la Juventus FC, à Turin, en décembre 2009, en inscrivant à la 87e minute le but de la victoire (2-1). Le club n'avait plus gagné à Turin depuis presque 50 ans. Il joue au total 32 matchs pour un but et le club conserve sa place en division 1. 

## Clubs
- 2001-2004 :  Club Atlético San Telmo
- 2004-2005 :  Club Almagro
- 2005-2006 :  Club Atlético Tigre
- 2006-2014 :  Calcio Catania
- depuis 2014 :  Chievo Vérone